# Свами Сатчидананда

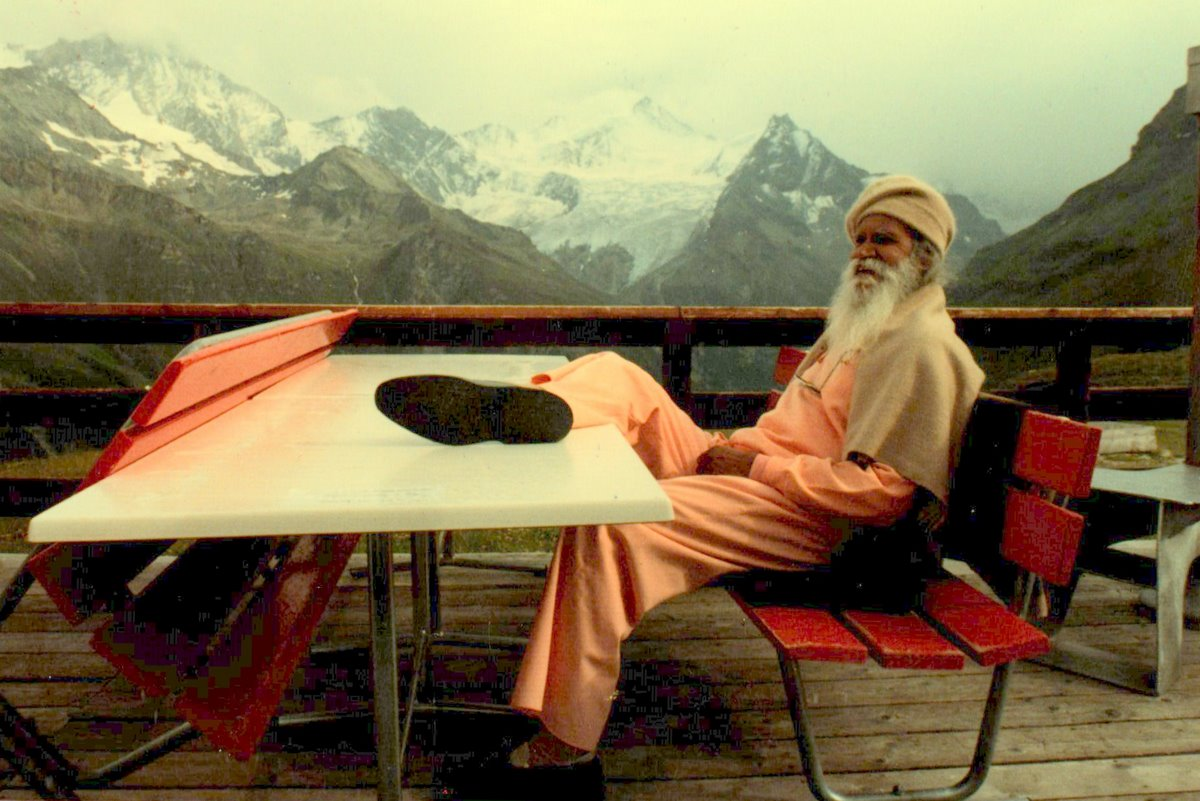
Свами Сатчидананда в горах Швейцарии. 1987 год

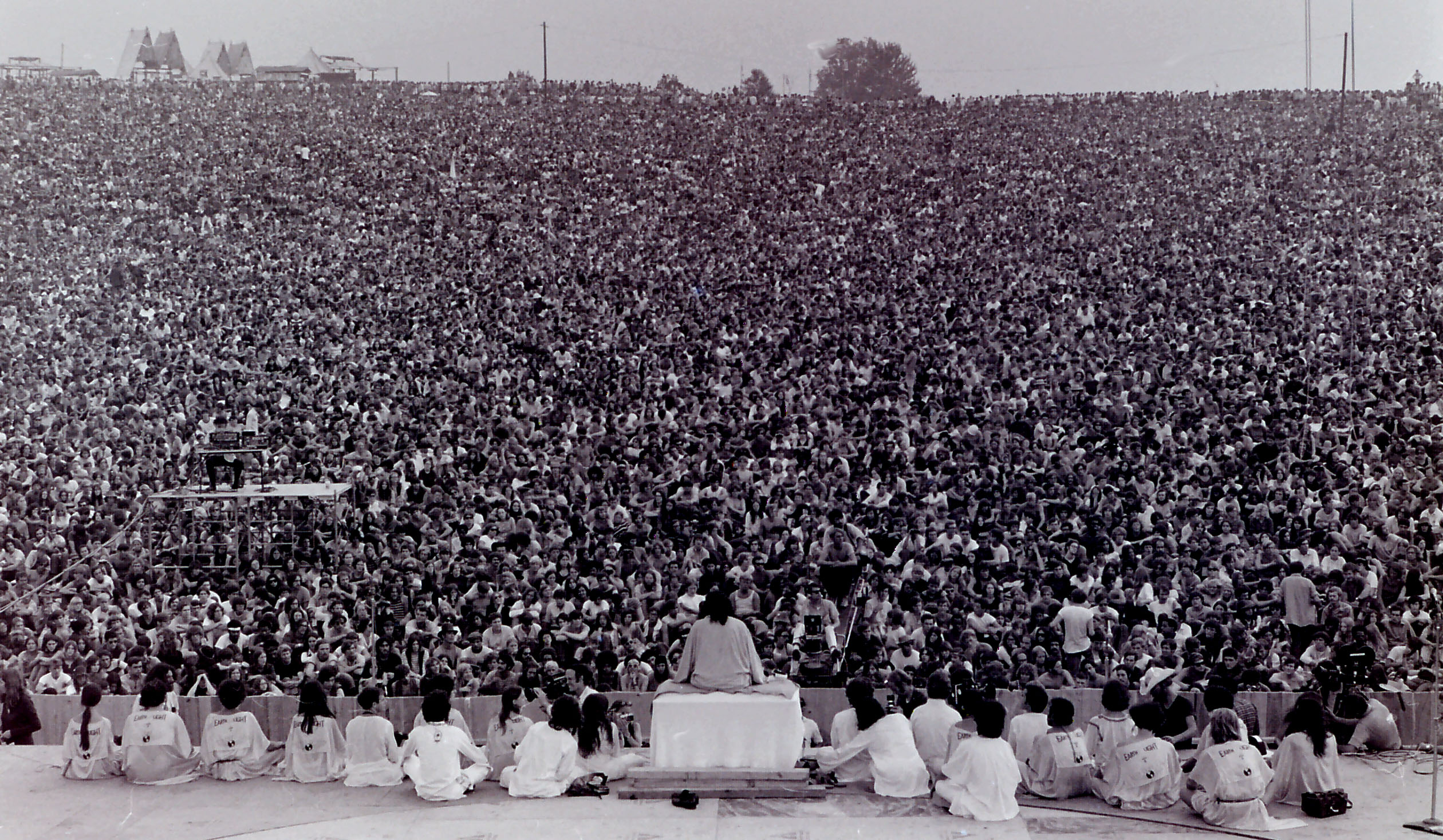
Свами Сатчидананда выступает на открытии фестиваля Вудсток. 14 августа 1969 года

Свами Сатчидананда Сарасвати (англ. Swami Satchidananda Saraswati; имя при рождении — Ч. К. Рамасвами Гоундер, англ. C. K. Ramaswamy Gounder; 22 декабря 1914, Четтипалаям, Коимбатур, Британская Индия — 19 августа 2002, Ченнай, Индия) — индийский гуру и йогин, эмигрировавший в США и приобретший много последователей на Западе. Свами Сатчидананда был автором множества философских и духовных книг, наибольшую популярность из которых приобрёл составленный им учебник по хатха-йоге. В Южной Индии Свами Сатчидананда широко известен как гуру известного тамильского актёра Раджиникантха.
В 1969 году выступил на открытии Вудстокского фестиваля, назвав музыку «божественным звуком, управляющим всей Вселенной».